# Музей истории Югославии

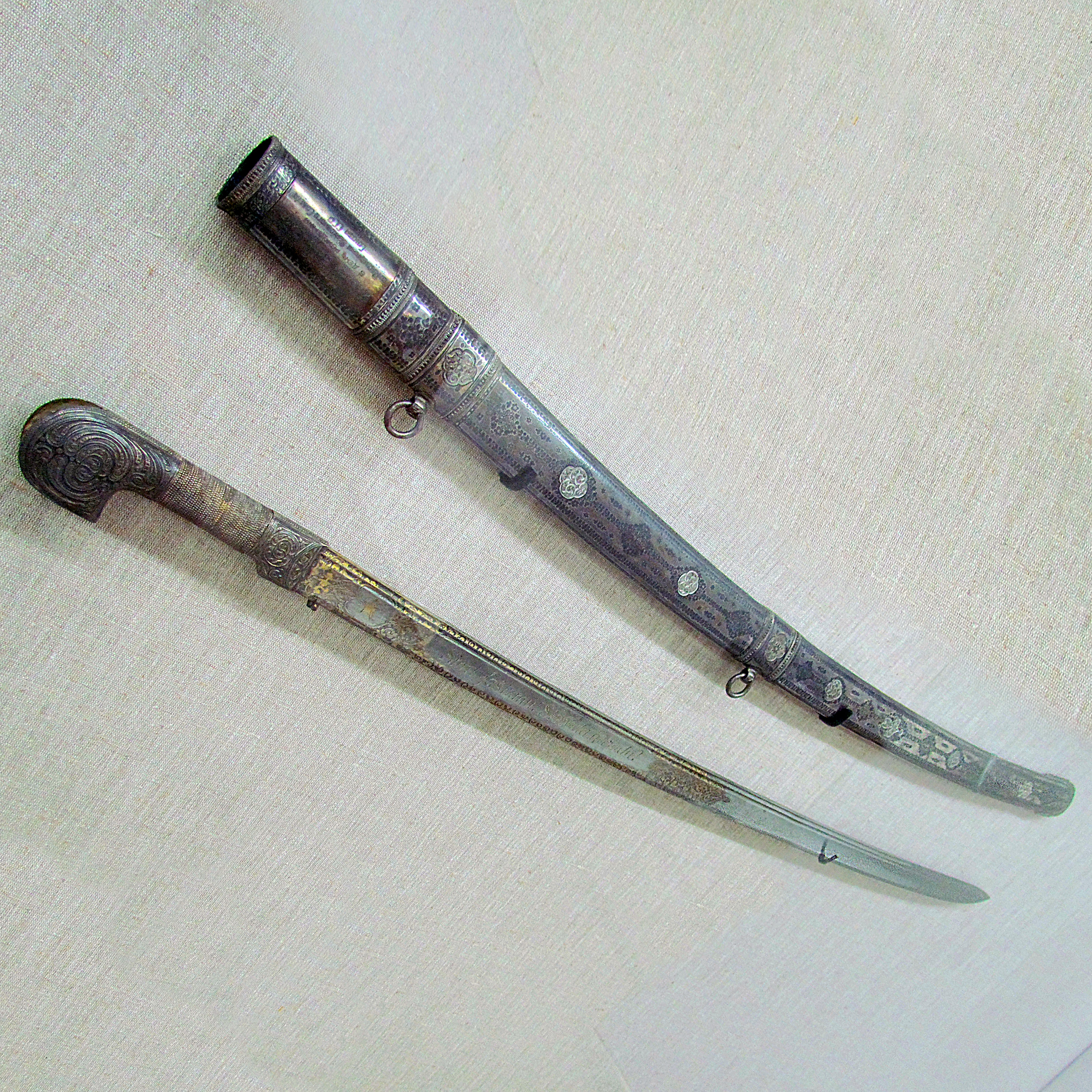
Шашка, подарок Президиума Советского Союза Иосипу Брозу (1944 год).

Музей истории Югославии (серб. Музеј историје Југославије) основан в 1996 году в результате слияния «Мемориального Центра Иосипа Броз Тито» и «Музея Революции народов и национальностей Югославии». Его площадь — 5252,57 м²; площадь парка — 3,20 га. В его коллекции 200 000 экспонатов, иллюстрирующих югославскую историю XX века, и в основном рассказывающих о жизни и работе Иосипа Броз Тито.

## Описание
Музей находится в Белграде и включает в себя 3 здания:

### Музей «25 мая»
Музей строился архитектором Мико Янковичем к семидесятилетию Иосипа Броз Тито, и официальное открытие музея состоялось 25 мая 1962 года в день рождения Тито.
Здесь выставлялись подарки, полученные Иосипом Брозом. Особой экспозицией музея является коллекция эстафетных палок (около 20 000). В музее собирались пионеры, артисты и проходили тематические выставки.
Музей «25 мая» перестроился и стал входом в «Мемориальный центр Иосипа Броз Тито».

### Дом цветов
Построен в 1975 году по проекту архитектора Степана Краля. Представлял собой зимний сад площадью 902 м², служивший местом досуга Иосипа Броза в непосредственной близости к его резиденции.

### Старый музей
Задуманный и спроектированный архитектором Бранко Боном музей строился в 1964—1965 годах. Первоначально служил хранилищем и экспозицией подарков, полученных Тито в его поездках за рубежом и по стране и на дни рождения.
Этнографическая коллекция Музея югославской истории содержит 4 тыс. экспонатов. Среди них национальные костюмы, подаренные представителями Югославии, Монголии, СССР, Индии, Бирмы, Эфиопии, Мексики, Чили и Боливии, богато декорированные полотенца, ручной работы коврики и скатерти, народные инструменты и оружие из разных концов света.